# Karel Tejkal
Karel Tejkal (*11. října 1937, Praha) je český rozhlasový novinář a publicista.
Vystudoval Filozofickou fakultu UK a od roku 1957 spolupracoval s Československým rozhlasem nejprve jako externí spolupracovník sportovní redakce. Později jako zaměstnanec prošel řadou rozhlasových pracovišť, v roce 1968 byl komentátorem politického dění. V roce 1967 vydala Univerzita Karlova jeho skripta Rozhlasové zpravodajství: K některým problémům rozhlasové specifičnosti.
Po utužení komunistického režimu z rozhlasu dobrovolně[zdroj?] odešel. Vrátil se do sportovní sféry a psal metodické příručky pro podnik Sportpropag.
V lednu 1990 se do rozhlasu vrátil, řídil pořad Dobré jitro a vytvořil řadu rozhlasových seriálů jako Naše století, Tisíc příběhů a Rádio na kolečkách.
Za svou práci získal v roce 2008 novinářskou Cenu Ferdinanda Peroutky.